# Deutsche Tourenwagen Meisterschaft 1990

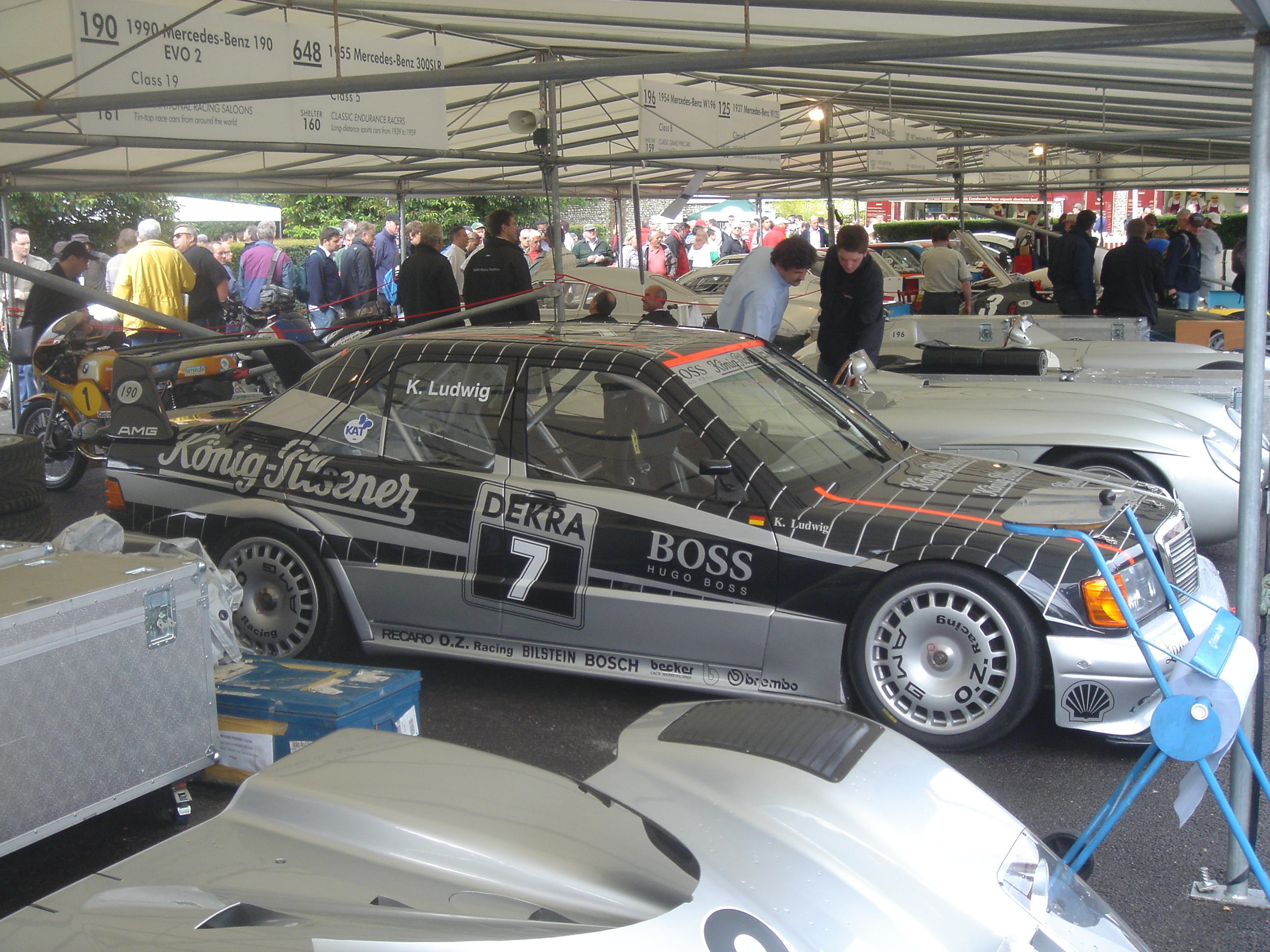
Mercedes-Benz 190 Evo 2 Klausa Ludwiga z 1990 roku.

Sezon 1990 w niemieckiej serii wyścigowej Deutsche Tourenwagen Meisterschaft rozpoczął się 1 kwietnia a zakończył 14 października. Zwyciężył Niemiec – Hans-Joachim Stuck, który w klasyfikacji generalnej zdobył 189 punktów.

## Kalendarz i zwycięzcy
| Data            | Wyścig                        | Tor                      | Dystans                                              | Zwycięzca                           | Marka                                                 |
| --------------- | ----------------------------- | ------------------------ | ---------------------------------------------------- | ----------------------------------- | ----------------------------------------------------- |
| 1 kwietnia      | Bergischer Löwe               | Circuit Zolder           | 18 × 4,284 km = 77,112 km 24 × 4,284 km = 102,816 km | Kurt Thiim                          | Mercedes-Benz 190E 2.5-16 Evo                         |
| 8 kwietnia      | Rennsport-Festival            | Hockenheimring           | 15 × 6,801 km = 101,910 km                           | Klaus Ludwig Johnny Cecotto         | Mercedes-Benz 190E 2.5-16 Evo BMW M3 Sport Evolution  |
| 22 kwietnia     | Eifelrennen                   | Nürburgring              | 22 × 4,542 km = 99,924 km                            | Steve Soper                         | BMW M3 Sport Evolution                                |
| 6 maja          | AVUS-Rennen                   | AVUS                     | 19 × 4,880 km = 92,720 km 21 × 4,880 km = 102,480 km | Hans-Joachim Stuck                  | Audi V8 quattro                                       |
| 20 maja         | Flugplatzrennen Mainz-Finthen | Mainz-Finthen            | 45 × 2,300 km = 103,500 km                           | Johnny Cecotto                      | BMW M3 Sport Evolution                                |
| 3 czerwca       | Flugplatzrennen Wunstorf      | Flugplatz Wunstorf       | 20 × 5,050 km = 101,000 km                           | Hans-Joachim Stuck                  | Audi V8 quattro                                       |
| 16 czerwca      | 24 Stunden vom Nürburgring    | Nürburgring-Nordschleife | 4 × 25,300 km = 101,200 km                           | Jacques Laffite Frank Biela         | BMW M3 Sport Evolution Mercedes-Benz 190E 2.5-16 Evo  |
| 1 lipca         | 200 Meilen von Nürnberg       | Norisring                | 44 × 2,300 km = 101,200 km                           | Hans-Joachim Stuck Roberto Ravaglia | Audi V8 quattro BMW M3 Sport Evolution                |
| 5 sierpnia      | Flugplatzrennen Diepholz      | Flugplatz Diepholz       | 38 × 2,690 km = 102,220 km                           | Kurt Thiim Joachim Winkelhock       | Mercedes-Benz 190E 2.5-16 Evo2 BMW M3 Sport Evolution |
| 3 września      | Großer Preis der Tourenwagen  | Nürburgring              | 22 × 4,542 km = 99,924 km                            | Emanuele Pirro Walter Röhrl         | BMW M3 Sport Evolution Audi V8 quattro                |
| 14 października | ADAC-Preis Hockenheim         | Hockenheimring           | 13 × 6,802 km = 88,426 km 15 × 6,802 km = 102,030 km | Hans-Joachim Stuck                  | Audi V8 quattro                                       |

## Klasyfikacja końcowa kierowców
| Poz. | Kierowca                 | Marka                                                                        | Pkt |
| ---- | ------------------------ | ---------------------------------------------------------------------------- | --- |
| 1    | Hans-Joachim Stuck       | Audi V8 quattro                                                              | 189 |
| 2    | Johnny Cecotto           | BMW M3 Sport Evolution                                                       | 177 |
| 3    | Kurt Thiim               | Mercedes 190E 2.5-16 Evo / Mercedes 190E 2.5-16 Evo2                         | 162 |
| 4    | Steve Soper              | BMW M3 Sport Evolution                                                       | 152 |
| 5    | Klaus Ludwig             | Mercedes 190E 2.5-16 Evo / Mercedes 190E 2.5-16 Evo2                         | 140 |
| 6    | Joachim Winkelhock       | BMW M3 Sport Evolution                                                       | 119 |
| 7    | Jacques Laffite          | BMW M3 Sport Evolution                                                       | 107 |
| 8    | Altfrid Heger            | BMW M3 Sport Evolution                                                       | 98  |
| 9    | Fabien Giroix            | BMW M3 Sport Evolution                                                       | 94  |
| 10   | Frank Biela              | Mercedes 190E 2.5-16 Evo / Mercedes 190E 2.5-16 Evo2                         | 80  |
| 11   | Walter Röhrl             | Audi V8 quattro                                                              | 72  |
| 12   | Armin Hahne              | BMW M3 Sport Evolution                                                       | 68  |
| 13   | Fritz Kreutzpointner     | Mercedes 190E 2.5-16 Evo / Mercedes 190E 2.5-16 Evo2                         | 50  |
| 14   | Jörg van Ommen           | Mercedes 190E 2.5-16 Evo / Mercedes 190E 2.5-16 Evo2                         | 42  |
| 15   | Emanuele Pirro           | BMW M3 Sport Evolution                                                       | 36  |
| 16   | Roberto Ravaglia         | BMW M3 Sport Evolution                                                       | 32  |
| 16   | Alain Cudini             | Mercedes 190E 2.5-16 Evo / Mercedes 190E 2.5-16 Evo2                         | 32  |
| 18   | Frank Jelinski           | Audi V8 quattro                                                              | 30  |
| 19   | Frank Schmickler         | BMW M3 Sport Evolution                                                       | 22  |
| 20   | Dieter Quester           | BMW M3 Sport Evolution                                                       | 20  |
| 21   | Roland Asch              | Mercedes 190E 2.5-16 Evo / Mercedes 190E 2.5-16 Evo2                         | 13  |
| 22   | Klaus Niedzwiedz         | Opel Omega 3000 24V                                                          | 10  |
| 23   | Kris Nissen              | BMW M3 Sport Evolution                                                       | 8   |
| 24   | Kurt König               | BMW M3 Sport Evolution                                                       | 7   |
| 25   | Thomas Winkelhock        | Mercedes 190E 2.5-16 Evo                                                     | 5   |
| 26   | Olaf Manthey             | BMW M3 Sport Evolution                                                       | 4   |
| 27   | Volker Strycek           | Opel Omega 3000 24V                                                          | 3   |
| 27   | Günther Murmann          | BMW M3 Sport Evolution                                                       | 3   |
| 29   | Leopold Prinz von Bayern | BMW M3 Sport Evolution                                                       | 2   |
| 29   | Armin Bernhard           | Mercedes 190E 2.3-16 / Mercedes 190E 2.5-16 Evo / Mercedes 190 E 2.5-16 Evo2 | 2   |
| 31   | Markus Oestreich         | Opel Omega 3000 24V                                                          | 1   |
| 31   | Harald Grohs             | BMW M3 Sport Evolution                                                       | 1   |
| 31   | Eric van de Poele        | BMW M3 Sport Evolution                                                       | 1   |